# 利热库尔
利热库尔（法語：Ligescourt）是法国皮卡第大区索姆省的一个市镇，属于阿布维尔区克雷西昂蓬蒂约县。该市镇2009年时的人口为219人。

## 人口
利热库尔人口变化图示
| 数据来源：INSEE |